# Neve Ša'anan (Tel Aviv)

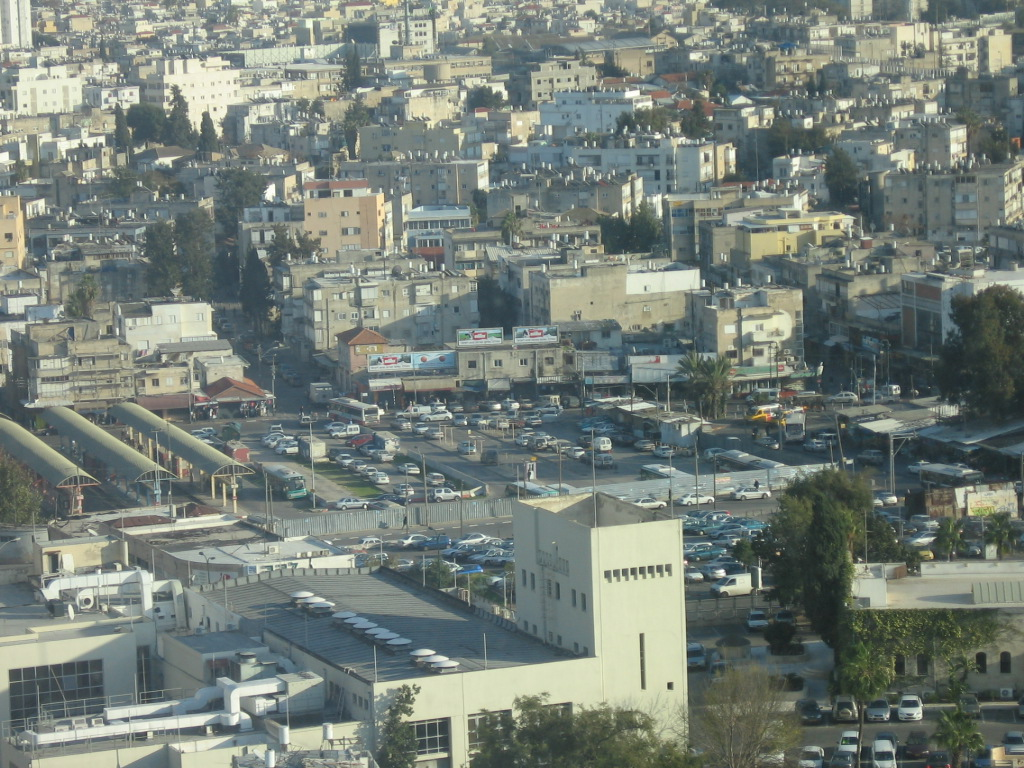
Zástavba v čtvrti Neve Ša'anan, v popředí Staré telavivské centrální autobusové nádraží

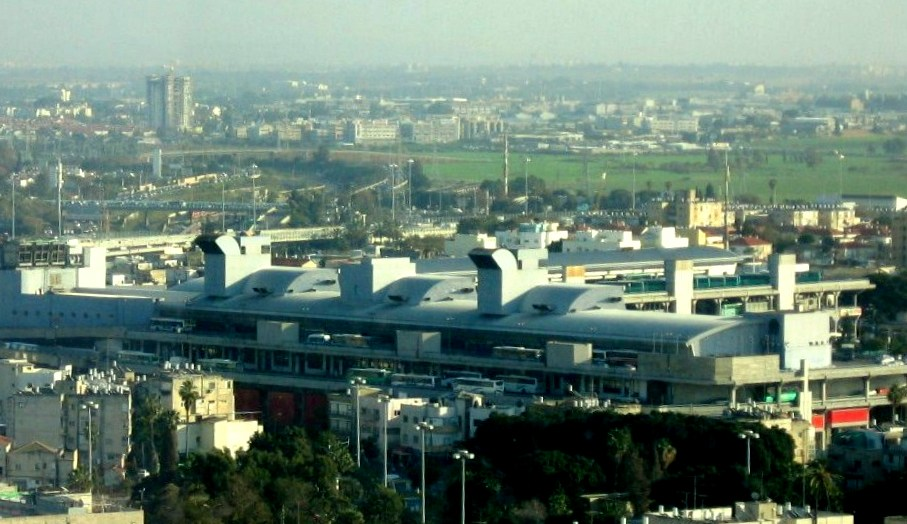
Budova Telavivského centrálního autobusového nádraží

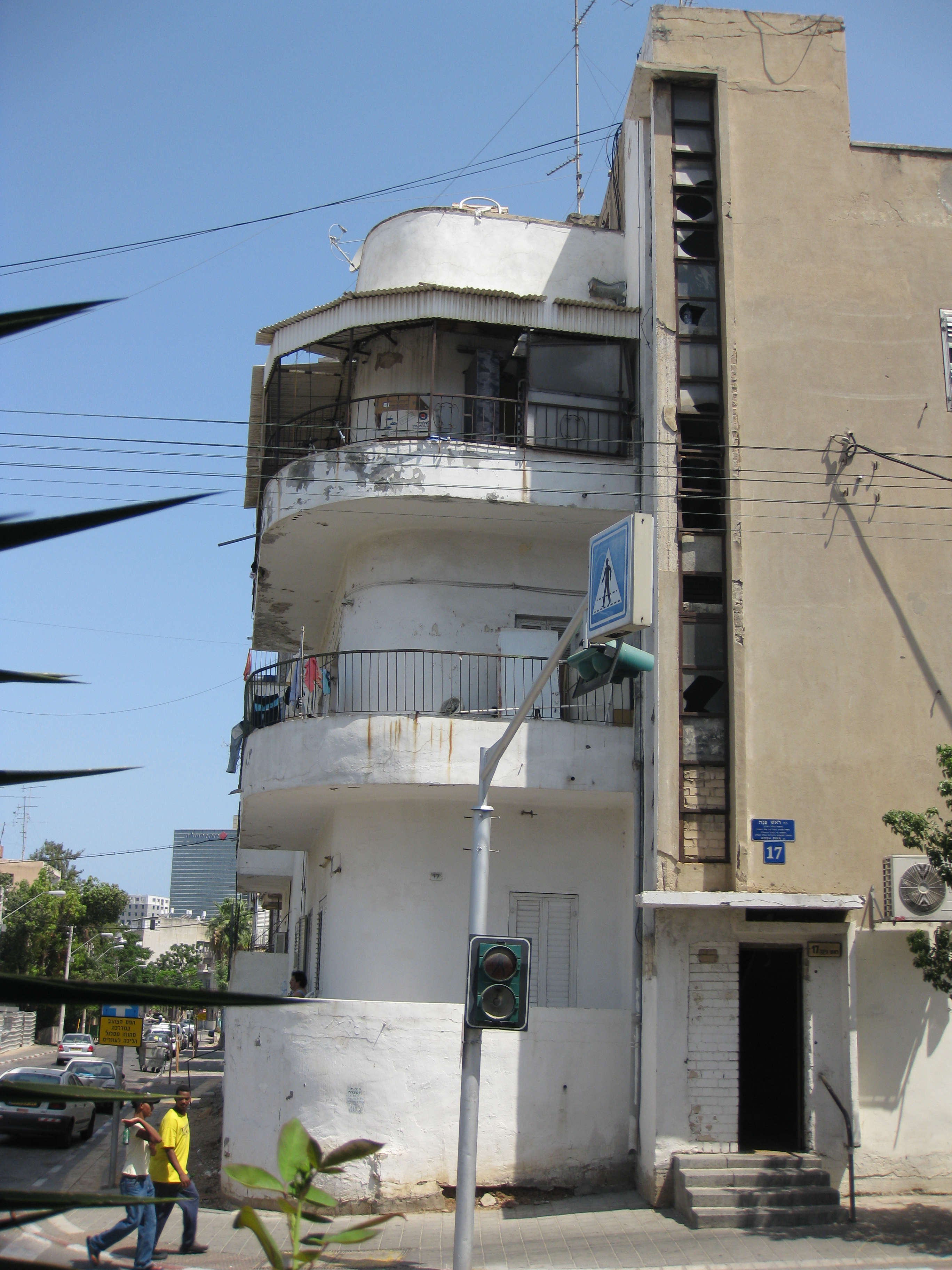
Zástavba v čtvrti Neve Ša'anan ve funkcionalistickém stylu

Neve Ša'anan (hebrejsky: נווה שאנן, doslova Klidná oáza) je čtvrť v jižní části Tel Avivu v Izraeli. Je součástí správního obvodu Rova 8 a samosprávné jednotky Rova Darom.

## Geografie
Leží v jižní části Tel Avivu, cca 2 kilometry od pobřeží Středozemního moře, v nadmořské výšce okolo 30 metrů. Dopravní osou je takzvaná Ajalonská dálnice dálnice číslo 20, která probíhá po východním okraji čtvrtě, společně s železniční tratí stojí tu železniční stanice Tel Aviv ha-Hagana) a tokem Nachal Ajalon. Na jihu s ní sousedí čtvrť Šapira, na západě Florentin, na severu ha-Rakevet, na severozápadě začíná centrální část Tel Avivu.

## Popis čtvrti
Plocha čtvrti je vymezena na severu ulicí ha-Rakevet a třídou Derech Menachem Begin, na jihu Derech Šlomo, na východě dálnicí číslo 20 a na západě ulicí ha-Alija. Zástavba má charakter husté blokové městské výstavby. V roce 2007 tu žilo 3747 lidí.  Na jižním okraji čtvrti stojí areál Telavivského centrálního autobusového nádraží. Nedaleko odtud stávalo Staré telavivské centrální autobusové nádraží.